# Molenbeek (Leest)

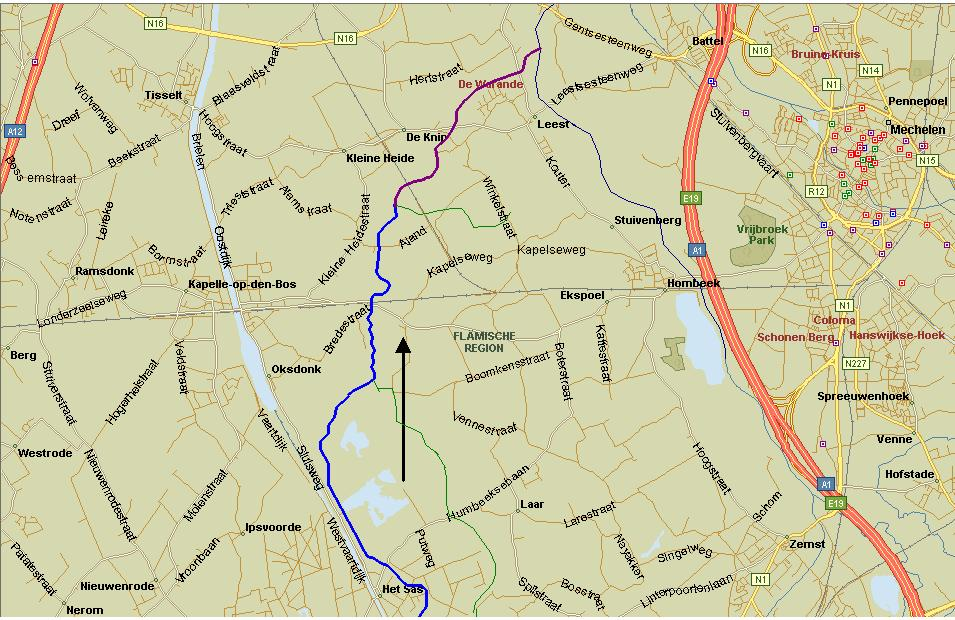
Kaartje van de Aabeek (blauw) en het stuk Molenbeek (paars). Belangrijke zijbeken groen. Zwarte pijl is stroomrichting.

De Molenbeek is een zijbeek van de rivier de Zenne gelegen in Vlaanderen. 
De oorsprong van de beek is het punt waar het water van de Aabeek zich mengt met het water van meerdere kleinere beken. Dit gebeurt op een afstand van ongeveer 2,5 km zuidwest van de Mechelse deelgemeente Leest. Na ongeveer een kilometer stroomt de beek onder de verbindingsweg Leest-Tisselt (Juniorslaan) door. De beek vormt een natuurlijke barrière tussen de bebouwing van Leest en het omliggende rurale gebied. De beek mondt uit in de rivier Zenne.  